# Húšky (Borský Svätý Jur)
Húšky jsou místní částí obce Borský Svätý Jur v Trnavském kraji, v okrese Senica, na Záhoří.
Místní část se nachází společně  i s ostatními vedle Lakšárského potoka. Bývalí obyvatelé obce byli pracovití, obdělávali chudou písčitou půdu, na mnoha místech nivní části používali jako pastviny, případně pěstovali konopí a len, které pak ručně použili na zhotovování oděvních součástí, ložního či spodního prádla. Nejbližší obec je Závod, vzdálená 2,5 km, do Moravského Svatého Jana je to už 5 km a do mateřské obce Borský Svätý Jur až 6 km, ale dá se projít i cestou přes místní část Tomky, to je 9 km. Nejbližší železniční stanice se nachází 8 km dále, v obci Sekule.
Obyvatelé osady Húšky, společně s ostatními osadníky okolních osad podél potoka Lakšár, navštěvovali farnost v Borský Svatém Juru, do které se museli dostat pěšky. V třicátých letech si postavili kostelík přímo v osadě a každých čtrnáct dní přicházel kněz přímo na Húšky.
V současné době žije v obci jen málo obyvatel, neboť jsou zde převážně rekreační chalupy.